# 泰扎米河
41°56′24″N 44°18′41″E / 41.9401°N 44.3114°E

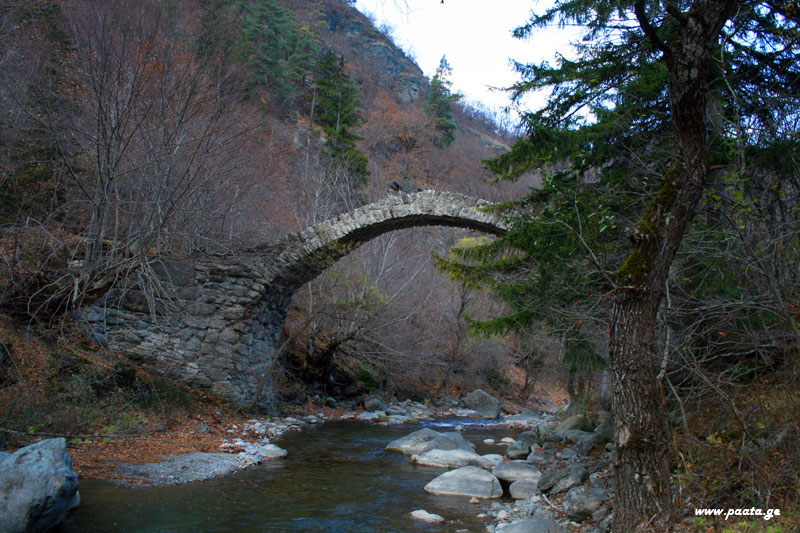

泰扎米河是格魯吉亞的河流，屬於庫拉河的右支流，處於首都第比利斯西北面50公里，河道全長51公里，流域面積404平方公里，河口處在卡斯皮以西。